# محوطه پلی علیا
محوطه پلی علیا مربوط به دوران‌های تاریخی پس از اسلام است و در شهرستان کلاله، بخش مرکزی، دهستان گلیداغ واقع شده و این اثر در تاریخ ۲۲ تیر ۱۳۷۹ با شمارهٔ ثبت ۲۷۳۳ به‌عنوان یکی از آثار ملی ایران به ثبت رسیده است.